# Rhabdozoidae
Rhabdozoidae zijn een familie van mosdiertjes (Bryozoa) uit de orde Cheilostomatida en de klasse van de Gymnolaemata.

## Geslachten
- Rhabdozoum Hincks, 1882